# Rheumaptera fuscaria
Rheumaptera fuscaria är en fjärilsart som beskrevs av John Henry Leech 1897. Rheumaptera fuscaria ingår i släktet Rheumaptera och familjen mätare. Inga underarter finns listade.